# Faire le con poétiquement est un métier formidable
Faire le con poétiquement est un métier formidable est un EP du groupe de rock français Dionysos, sorti le 16 octobre 2016 sous le label Columbia Records. Cet EP est proposé en format physique en tournée et en digital, mais il peut être aussi intégralement retrouvé dans la réédition de l'album Vampire en pyjama sortie le même jour,.
La pochette est d'ailleurs reprise directement d'un des visuels de l'album Vampire en pyjama.

## Titres de l'album
| No  | Titre                                                                       | Durée |
| --- | --------------------------------------------------------------------------- | ----- |
| 1.  | Chanson d'été (remix)                                                       |       |
| 2.  | "Heroes" (reprise de David Bowie)                                           |       |
| 3.  | Smells Like Teen Spirit (reprise de Nirvana, en duo avec Carmen Maria Vega) |       |
| 4.  | Vampire en pyjama (remix)                                                   |       |
| 5.  | Vampire de l'amour (acoustique)                                             |       |
| 6.  | Old Child (Live à Marigny (2009))                                           |       |
| 7.  | Coccinelle (Live à Marigny (2009))                                          |       |
| 8.  | Ghost Train (Live à Marigny (2009))                                         |       |
| 9.  | Poetry Seat (démo/inédit)                                                   |       |
| 10. | Once I was a King (démo/inédit)                                             |       |
| 11. | Faire le con poétiquement est un métier formidable (interlude)              |       |